# Karol Estreicher (der Jüngere)
Karol Estreicher (auch Karl Estreicher; bis 1918 Karl von Estreicher; geboren 4. März 1906 in Krakau, Österreich-Ungarn; gestorben 29. April 1984 ebenda) war ein polnischer Kunsthistoriker, Professor an der Universität Krakau und Direktor des Universitätsmuseums im Collegium Maius.

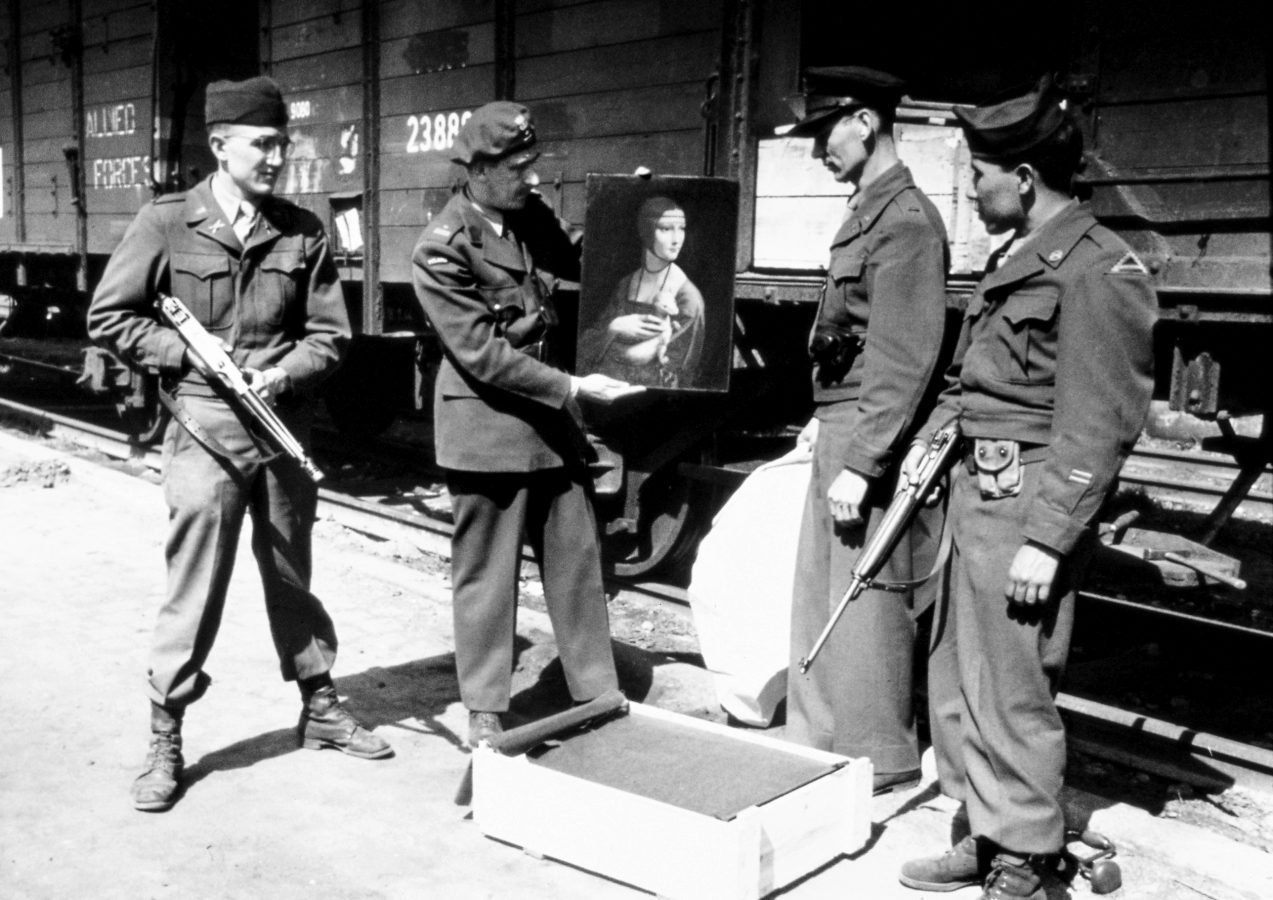
Estreicher hält das Bild Dame mit dem Hermelin (1946)

## Leben
Er entstammte dem Krakauer Familienzweig der Estreicher. Seine Eltern waren Stanisław Estreicher, der 1939 im KZ Sachsenhausen ermordet wurde, und Helene Longchamps de Bérier; ein Großvater war Karol Estreicher (der Ältere).
Nach dem Studium der Kunstgeschichte an der Krakauer Universität promovierte er 1928. Am Anfang des Zweiten Weltkrieges flüchtete er mit polnischen Kulturschätzen über Rumänien nach Großbritannien. In Zusammenarbeit mit der Polnischen Exilregierung stellte er eine achtköpfige Gruppe zusammen, die den Raub polnischer Kulturgüter dokumentierte. Nach dem Sieg der Alliierten brachte er einen Teil der nach Deutschland verschleppten Kunstwerke nach Polen zurück, darunter Leonardo da Vincis Dame mit dem Hermelin und den Krakauer Veit-Stoß-Hochaltar.
Von 1945 bis 1950 lehrte er an der Krakauer Kunsthochschule. Nachdem er sich 1947 habilitiert hatte, berief ihn die Krakauer Universität 1950 zum außerordentlichen, 1972 zum ordentlichen Professor. Von 1951 bis 1976 war er zudem Direktor des Universitätsmuseums im Collegium Maius. Daneben setzte er bis 1951 die von seinem gleichnamigen Großvater Karol d. Ä. begonnene Herausgabe der Bibliografia Polska fort.
Er war Mitglied des polnischen P.E.N.-Clubs und wandte sich gegen die Einverleibung der Berlinka in die Jagiellonische Bibliothek.
Zu seinem 25. Todestag am 29. April 2009 wurde in seiner Villa in Wola Justowska das Museum der Estreicher-Familie eröffnet.